# Discoglossus scovazzi
Discoglossus scovazzi, el sapillo pintojo marroquí es una especie de anfibio anuro de la familia Alytidae, está en estudio si pertenece a una nueva familia Discoglossidae.

## Descripción
Los adultos tienen aspecto de rana y miden entre los 30 - 60 mm de longitud hocico-cloaca, los machos son de mayor tamaño que las hembras. Cabeza aplastada y más ancha que larga, con el hocico puntiagudo. La piel es lisa, con granulaciones pero en menos cantidad que en Discoglossus galganoi, de color muy variable de gris oliva a marrón rojizo, con diseños dorsales, de patrones rayados, moteados, (manchas más o menos circulares), o uniformes, la piel ventral es blanquecina, grisácea o amarillenta.

## Distribución
Está presente en gran parte de la zona mediterránea de Marruecos. En España está presente en las ciudades de Ceuta y Melilla. La especie alcanza altitudes de 2.600 m en las montañas del Alto Atlas.

## Hábitat
El hábitat terrestre de esta especie son los bosques de Quercus, malezas y ruinas, en zonas asociadas a cursos de agua, cisternas y piscinas tanto dulces como saladas. 